# Classe Mackensen
A Classe Mackensen foi uma classe de cruzadores de batalha planejada pela Marinha Imperial Alemã, composta pelo Mackensen, Graf Spee, Ersatz Freya e Ersatz Friedrich Carl. Suas construções começaram em 1915, porém nunca foram finalizados. O projeto era baseado na predecessora Classe Derfflinger, mas armado com uma bateria principal mais poderosa de canhões de 350 milímetros e com um sistema de propulsão mais potente. O andamento da Primeira Guerra Mundial atrapalhou as construções até que elas por fim foram interrompida no início de 1918, com os cascos incompletos sendo desmontados entre 1921 e 1922. O projeto serviu de base para a sucessora Classe Ersatz Yorck.
Os cruzadores de batalha da Classe Mackensen, como originalmente projetados, seriam armados com oito canhões de 350 milímetros montados em quatro torres de artilharia duplas. Teriam um comprimento de fora a fora de 223 metros, boca de trinta metros, calado de nove metros e um deslocamento carregado de mais de 35 mil toneladas. Seus sistemas de propulsão seriam compostos por 32 caldeiras mistas de óleo combustível e carvão que alimentariam quatro conjuntos de turbinas a vapor, que por sua vez girariam quatro hélices até uma velocidade máxima de 28 nós (52 quilômetros por hora). Os navios teriam um cinturão principal de blindagem entre cem e trezentos milímetros de espessura.

## Desenvolvimento
A quarta Lei Naval, aprovada em 1912, ditou o programa de construção da Marinha Imperial Alemã na Primeira Guerra Mundial. O Escritório Imperial Naval decidiu que um couraçado e um cruzador de batalha deveriam ser construídos anualmente entre 1913 e 1917, com uma unidade adicional de ambos os tipos em 1913 e 1916. Os trabalhos de projeto para o que se tornaria a Classe Mackensen começaram em 1912 com a intenção que as construções começassem no ano fiscal de 1914. A questão da bateria principal para os novos cruzadores de batalha era a mais importante; a predecessora Classe Derfflinger foi armada com canhões de 305 milímetros, porém consideração tinha sido dada para armar os últimos dois navios dessa classe, o SMS Lützow e o SMS Hindenburg, com armas de 350 milímetros.
Os canhões de 350 milímetros eram muito mais pesados do que os de 305 milímetros, também existindo problemas em alargar o Lützow e Hindenburg para acomodar esse novo armamento. Os estaleiros imperiais eram profundos o bastante para acomodar apenas navios com calado de até nove metros, enquanto aceitar um aumento de deslocamento no mesmo casco da Classe Derfflinger acarretaria uma redução de velocidade. Isto significava que um aumento de deslocamento necessitaria de um casco mais comprido e largo com o objetivo de minimizar quaisquer aumentos de calado e evitar reduções de velocidade. As restrições sobre alargar o casco eram limitadas ainda mais pelo tamanho das eclusas do porto de Wilhelmshaven. Consequentemente, o grande almirante Alfred von Tirpitz, o chefe do Escritório Imperial Naval, proibiu um projeto com deslocamento maior do que trinta mil toneladas.
O projeto inicial foi aprovado em 30 de setembro de 1912, porém o vice-almirante Günther von Krosigk e o contra-almirante Reinhard Scheer, os chefes do Departamento Geral da Marinha, mais o vice-almirante Gerhard Gerdes, o chefe do Departamento de Armamentos, enviaram revisões que consideraram necessárias. A equipe de projeto sugeriu usar torres de artilharia triplas ou quádruplas a fim de manter o deslocamento das trinta mil toneladas. Outra alternativa sugerida foi usar seis canhões de 380 milímetros em torres duplas, uma à vante e duas à ré. O imperador Guilherme II aprovou este projeto em 2 de maio de 1913, mas o almirante Friedrich von Ingenohl, o comandante da Frota de Alto-Mar, preferia os canhões de 305 milímetros da Classe Derfflinger. Como meio termo, foi decidido armar os novos cruzadores de batalha com oito canhões de 350 milímetros.
Para o sistema de propulsão, a equipe de projeto estava de forma geral em acordo com a prática padrão de usar caldeiras a carvão para dois terços do sistema de produção, com as restantes sendo caldeiras a óleo combustível. As caldeiras a carvão eram preferíveis porque o carvão, que era armazenado nas laterais dos navios, proporcionava uma proteção adicional, particularmente para os cruzadores de batalha, que tinham menos blindagem do que couraçados. O projeto final foi aprovado em 23 de maio de 1914.

## Projeto

### Características

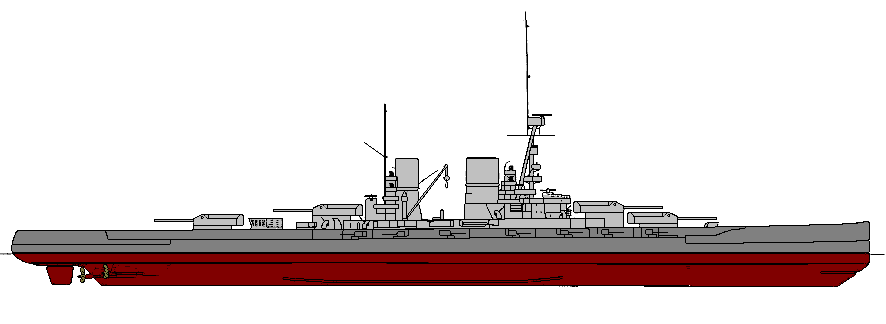
Desenho da Classe Mackensen

Os navios da Classe Mackensen teriam 223 metros de comprimento de fora a fora, uma boca de 30,4 metros e um calado de 9,3 metros à vante e 8,4 metros à ré. Foram projetados com um deslocamento normal de 31 mil toneladas e um deslocamento carregado de 35,3 mil toneladas. Os cascos seriam feitos com armações de aço longitudinais, sobre as quais as placas externas seriam rebitadas. Este era o mesmo método de construção usado na Classe Derfflinger e tinha a intenção de economizar peso quando comparado ao método de construção tradicional, que incorporava armações tanto longitudinais quanto transversais. Os cascos teriam dezoito compartimentos estanques e um fundo duplo que abrangeria 92 por cento do comprimento total. Isto seria significativamente mais do que a Classe Derfflinger, que tinha um fundo duplo em apenas 65 por cento do comprimento do casco.
Experiências com projetos anteriores de cruzadores de batalha fizeram com que os projetistas adotassem um convés superior contínuo para a Classe Mackensen, o que também elevaria o nível do convés de ré. Isto foi necessário porque os conveses de ré de projetos anteriores geralmente ficavam enxarcados quando navegavam em alta velocidade, mesmo em mares calmos. Os navios também foram projetados com uma proa bulbosa a fim de reduzir o arrasto do casco, a primeira vez que isto seria usado na Marinha Imperial. A classe foi projetada para ter uma tripulação de 46 oficiais e 1 140 marinheiros. Servir como capitânia de esquadra aumentaria esses números em catorze oficiais e 62 marinheiros. Os navios também levariam algumas embarcações menores, incluindo dois barcos de piquete, uma barca, duas pinaças, dois cúteres e três yawls.

### Propulsão
O sistema de propulsão da Classe Mackensen consistiria em quatro conjunto de turbinas a vapor tipo marítimo, cada uma girando uma hélice de três lâminas com 4,2 metros de diâmetro. As turbinas no último membro da classe seriam equipadas com uma transmissão fluída Föttinger, enquanto nos navios restantes haveria dois conjuntos de turbinas de acoplamento direto com transmissões de engrenagens. Teriam 32 caldeiras tipo marítimo, 24 das quais a carvão e oito a óleo combustível. Esse sistema foi projetado para ter uma potência indicada de noventa mil cavalos-vapor (66,2 mil quilowatts) e 295 rotações por minuto. A velocidade máxima foi prevista em 28 nós (52 quilômetros por hora). Os cruzadores de batalha seriam equipados com dois lemes instalados lado a lado, diferentemente dos lemes um atrás do outro da Classe Derfflinger.
As turbinas teriam sido equipadas com engrenagens Föttinger, o que melhoraria significativamente seus desempenhos em velocidades de cruzeiro e proporcionaria um correspondente aumento de autonomia de aproximadamente vinte por cento. Os navios foram projetados para armazenar oitocentas toneladas de carvão e 250 toneladas de óleo combustível em espaços dedicados, mas áreas entre a antepara antitorpedo e a parede externa do casco também poderiam armazenar combustível. O carregamento máximo era de quatro mil toneladas de carvão e duas mil toneladas de óleo combustível. Isto daria uma autonomia estimada de oito mil milhas náuticas (quinze mil quilômetros) a uma velocidade de cruzeiro de catorze nós (26 quilômetros por hora). A energia elétrica seria produzida por oito geradores a diesel para um total de 2 320 quilowatts a 220 volts.

### Armamento
O armamento principal da Classe Mackensen seria de oito canhões calibre 35 de 350 milímetros em quatro torres de artilharia duplas. Duas torres ficariam sobrepostas à vante da superestrutura e as outras duas ficariam sobrepostas à ré. As armas ficariam em montagens Drh LC/1914, que poderiam abaixar até cinco graus negativos e elevar até vinte graus. Cada canhão teria um carregamento de noventa projéteis perfurantes para um total de 720. As armas disparariam projéteis de seiscentos quilogramas a uma velocidade de saída de 820 metros por segundo e com uma cadência de tiro de aproximadamente 2,5 disparos por minuto. Assim como outros canhões alemães grandes, essas armas usavam uma carga de propelente em uma sacola de seda junto com uma carga principal em uma caixa de latão. Os canhões teriam um alcance máximo de 23,3 quilômetros.
A bateria secundária seria composta por catorze canhões calibre 45 de 149 milímetros montados em casamatas blindadas individuais nas laterais da superestrutura central. Cada arma teria um suprimento de 160 projéteis. Estes projéteis pesariam 45,3 quilogramas e seria disparados com uma carga de propelente RPC/12 de 13,7 quilogramas a uma velocidade de saída de 835 metros por segundo, tendo um alcance máximo de 13,5 quilômetros. A cadência de tiro sustentada seria de por volta de sete disparos por minuto. A expectativa era que cada canhão disparasse aproximadamente 1,4 mil projéteis antes dos canos desgastarem a ponto de precisarem ser substituídos.
Os navios também seriam armados com oito canhões Flak calibre 45 de 88 milímetros em montagens pedestais individuais tanto para alvos de superfície quanto aéreos. Quatro ficariam arranjadas ao redor da terceira torre de artilharia e as outras quatro ficariam ao redor da torre de comando de vante. As armas ficariam em montagens MPL C/13, podendo abaixar até dez graus negativos e elevar até setenta graus. Disparariam projéteis de nove quilogramas e teriam uma altura efetiva de disparo de 9,1 quilômetros.
Como era o padrão para navios de guerra do período, a Classe Mackensen também seria equipada com tubos de torpedo submersos. Teriam cinco tubos de seiscentos milímetros: uma na proa e dois em cada lateral. Os torpedos seriam do tipo H8, tendo nove metros de comprimento e uma ogiva de 210 quilogramas de Hexanita. Os torpedos teriam duas configurações de alcance e velocidade: oito quilômetros a 35 nós (65 quilômetros por hora) ou quinze quilômetros a 28 nós (52 quilômetros por hora).

### Blindagem
A Classe Mackensen seria protegida com blindagem de aço cimentado Krupp, o padrão dos navios de guerra alemães do período. Números específicos sobre o arranjo do esquema de blindagem não sobreviveram, mas segundo o historiador naval Erich Gröner: "A aparelhagem de blindagem Krupp era similar àquela da Classe Derfflinger". Os valores descritos aqui são da Classe Derfflinger. Teriam um cinturão principal de trezentos milímetros de espessura na cidadela central dos navios, onde as partes mais importantes ficariam, incluindo os depósitos de munição e salas de máquinas. A espessura do cinturão reduziria em áreas menos críticas, para 120 milímetros à vante e cem milímetros à ré. O cinturão diminuiria para trinta milímetros na proa, porém a popa não teria blindagem alguma. Uma antepara antitorpedo de 45 milímetros correria pelo comprimento do casco alguns metros atrás do cinturão. O convés blindado principal teria trinta milímetros de espessura sobre áreas menos importantes e oitenta milímetros sobre áreas mais críticas.
A torre de comando de vante seria protegida por laterais de trezentos milímetros e teto de 130 milímetros. Já a torre de comando de ré teria menos proteção, com laterais de duzentos milímetros e teto de cinquenta milímetros. As torres de artilharia teriam laterais de 270 milímetros e tetos de 110 milímetros. As casamatas da bateria secundária teriam uma proteção de 150 milímetros, enquanto as armas em si teriam escudos de setenta milímetros para proteger os artilheiros de estilhaços.

## Navios
| Navio                 | Construtor                 | Homônimo             | Batimento              | Lançamento             | Destino                                   |
| --------------------- | -------------------------- | -------------------- | ---------------------- | ---------------------- | ----------------------------------------- |
| Mackensen             | Blohm & Voss               | August von Mackensen | 30 de janeiro de 1915  | 21 de abril de 1917    | Cancelados; desmontados entre 1921 e 1922 |
| Graf Spee             | Schichau-Werke             | Maximilian von Spee  | 30 de novembro de 1915 | 15 de setembro de 1917 | Cancelados; desmontados entre 1921 e 1922 |
| Ersatz Freya          | Blohm & Voss               | —                    | 1º de maio de 1915     | 13 de maio de 1920     | Cancelados; desmontados entre 1921 e 1922 |
| Ersatz Friedrich Carl | Estaleiro de Wilhelmshaven | —                    | 3 de novembro de 1915  | —                      | Cancelados; desmontados entre 1921 e 1922 |

## História

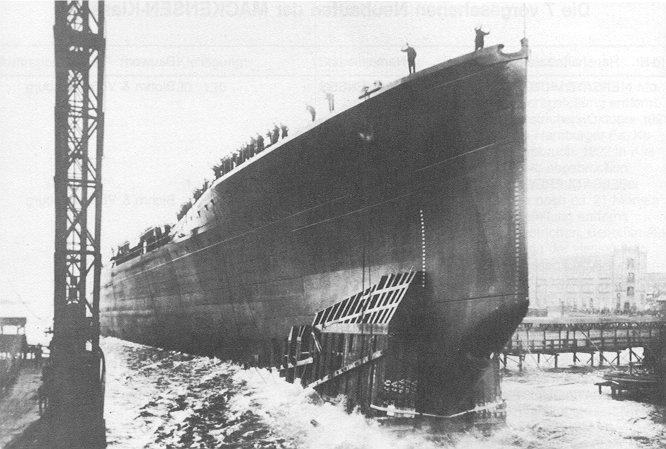
O lançamento do Mackensen

Sete navios foram originalmente planejados para a Classe Mackensen, mas os três últimos foram redesignados como embarcações da Classe Ersatz Yorck. Os primeiros dois cruzadores de batalha foram encomendados em 14 de agosto de 1914, semanas depois do início da Primeira Guerra Mundial. O Mackensen foi financiado com o orçamento de 1914, já o Graf Spee foi financiado com o orçamento de guerra. O Mackensen foi encomendado sob o nome provisório Ersatz Victoria Louise, um substituto do antigo cruzador protegido SMS Victoria Louise, sendo nomeado em homenagem ao general-marechal de campo August von Mackensen. Seu batimento de quilha ocorreu em 30 de janeiro de 1915 nos estaleiros da Blohm & Voss em Hamburgo sob o número de construção 240. Foi lançado ao mar em 21 de abril de 1917 durante uma pequena cerimônia em que o coronel-general Josias von Heeringen fez um discurso e a embarcação batizada Doris, a esposa de Mackensen. A construção foi paralisada aproximadamente quinze meses antes do navio estar previsto para ser finalizado. Os britânicos erroneamente achavam que ele tinha sido finalizado e assim o incluíram na lista de embarcações a serem internadas em Scapa Flow em novembro de 1918 depois do fim da guerra no lugar do couraçado SMS Baden. O Mackensen foi tirado da Alemanha em 17 de novembro de 1919 pelos termos do Tratado de Versalhes, sendo desmontado em 1922 em Kiel.
O Graf Spee foi nomeado em homenagem ao vice-almirante Maximilian von Spee, o comandante da Esquadra da Ásia Oriental que tinha sido morto no início da guerra em dezembro de 1914 na Batalha das Malvinas. O batimento de quilha ocorreu em 30 de novembro de 1915 na Schichau-Werke em Danzig sob o nome provisório Ersatz Blücher, um substituto para o cruzador blindado SMS Blücher que tinha sido afundado na Batalha de Dogger Bank em janeiro de 1915. Foi lançado ao mar em 15 de setembro de 1917 em uma cerimônia durante a qual o grande almirante príncipe Henrique da Prússia, enquanto a embarcação foi batizada por Margarete, a viúva de Spee. A construção foi interrompida quando faltavam doze meses para o navio ficar pronto, com o Graf Spee sendo aquele que estava com as obras mais avançadas quando os trabalhos foram parados. Também foi removido em 17 de novembro de 1919, com o casco incompleto tendo sido vendido em 28 de outubro de 1921 por 4,4 milhões de marcos e desmontado em Kiel.

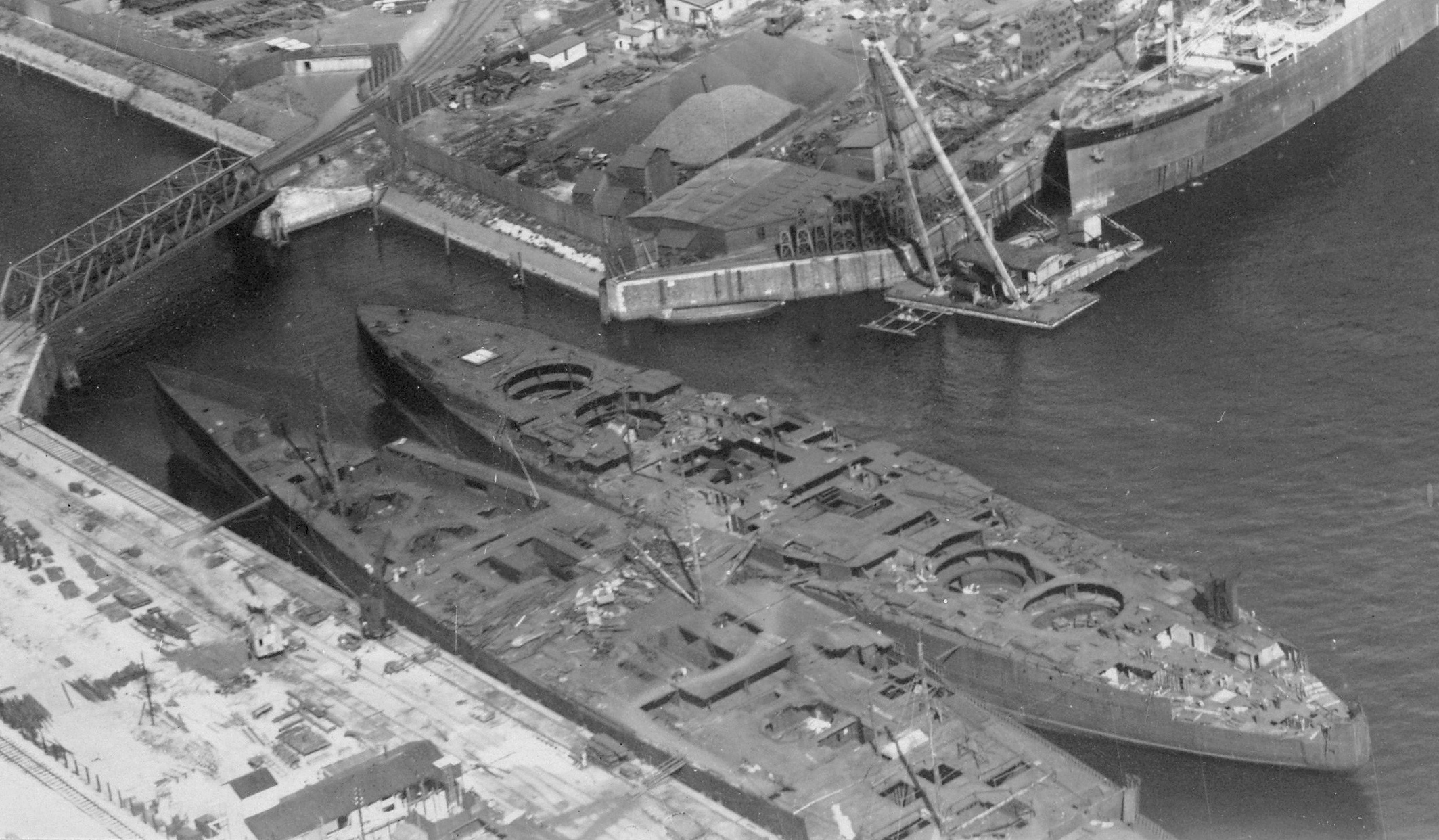
O casco incompleto do Ersatz Freya (esquerda) ao lado do também incompleto couraçado Württemberg em 1920

O Ersatz Freya, um substituto do antigo cruzador protegido SMS Freya, seria nomeado no lançamento como Prinz Eitel Friedrich em homenagem ao príncipe Eitel Frederico da Prússia, um dos filhos de Guilherme II. Seu batimento de quilha ocorreu em 1º de maio de 1915 na Blohm & Voss sob o número de construção 241. Faltavam 21 meses para o cruzador de batalha ser finalizado quando suas obras foram paralisadas, com seu casco tendo sido lançado ao mar em 13 de março de 1920 para liberar espaço no estaleiro e desmontado em Hamburgo no ano seguinte. Os trabalhadores do estaleiro, durante o lançamento, nomearam o navio como Noske, por conta Gustav Noske, o Ministro da Defesa. O Ersatz Friedrich Carl foi encomendado como um substituto do antigo cruzador blindado SMS Friedrich Carl e ao ser lançado seria nomeado como Fürst Bismarck em homenagem ao ex-chanceler Otto von Bismarck. Seu batimento de quilha ocorreu em 3 de novembro de 1916 no Estaleiro Imperial de Wilhelmshaven sob o número de construção 25. Estava a 26 meses de ser finalizado quando a construção parou. Nunca foi lançado ao mar e foi desmontado na rampa de lançamento em 1922.
As experiências na Batalha da Jutlândia em 1916 fizeram o Escritório Imperial Naval concluir que canhões de 380 milímetros, blindagem mais espessa e velocidade máxima mais elevada eram necessários. O projeto da Classe Mackensen foi usado de base para a sucessora Classe Ersarz Yorck, que incorporava as armas maiores e mais blindagem para as torres de artilharia e barbetas. Motores mais poderosos não estavam disponíveis, assim uma redução de velocidade precisou ser aceita. A Classe Ersarz Yorck também nunca foi finalizada. Em resposta, a Marinha Real Britânica encomendou quatro cruzadores de batalha da Classe Admiral, porém os projetistas britânicos estavam com a impressão incorreta de que a Classe Mackensen seria armada com canhões de 386 milímetros e teria uma velocidade máxima de trinta nós (56 quilômetros por hora). Três membros da Classe Admiral foram cancelados e apenas um navio foi finalizado depois da guerra.
O principal motivo para a paralisação na construção da Classe Mackensen e de outros navios capitais alemães foi o desvio de materiais e trabalhadores para a construção de submarinos nos dois últimos anos da guerra. O Escritório Imperial Naval apresentou um relatório em 1º de fevereiro de 1918 afirmando que a construção de todos os navios capitais tinham parado justamente por esse motivo. Alguma consideração foi dada após a guerra sobre converter os cascos em cargueiros de grãos, mas nada se deu.

### Citações
1. 1 2  Herwig 1998, p. 200.
2. ↑  Hildebrand, Röhr & Steinmetz 1993b, p. 30.
3. ↑  Friedman 2011, pp. 132–133.
4. ↑  Herwig 1998, pp. 201–202.
5. ↑  Hildebrand, Röhr & Steinmetz 1993b, pp. 30–31.
6. 1 2 3 4 5  Hildebrand, Röhr & Steinmetz 1993b, p. 31.
7. ↑  Herwig 1998, p. 201.
8. 1 2 3 4 5 6 7 8 9 10 11 12 13 14  Gröner 1990, p. 58.
9. 1 2  Gröner 1990, p. 57.
10. 1 2 3  Gröner 1990, p. 56.
11. 1 2 3  Campbell & Sieche 1986, p. 155.
12. ↑  Friedman 2011, p. 133.
13. ↑  Campbell & Sieche 1986, p. 140.
14. ↑  Friedman 2011, pp. 143–144.
15. 1 2  Campbell & Sieche 1986, pp. 140, 155.
16. ↑  Friedman 2011, p. 147.
17. ↑  Friedman 2011, p. 339.
18. ↑  Gröner 1990, pp. 58–59.
19. ↑  Staff 2014, p. 323.
20. ↑  Hildebrand, Röhr & Steinmetz 1993b, pp. 31–32.
21. 1 2  Hildebrand, Röhr & Steinmetz 1993b, p. 32.
22. ↑  Hildebrand, Röhr & Steinmetz 1993a, p. 238.
23. ↑  Hildebrand, Röhr & Steinmetz 1993a, p. 164.
24. ↑  Raven & Roberts 1976, pp. 61–62.
25. ↑  Campbell & Sieche 1986, p. 41.
26. ↑  Weir 1992, pp. 178–179.
27. ↑  Dodson 2017, p. 144.